# Diane Sawyer
Lila Diane Sawyer (Glasgow, 22 dicembre 1945) è una giornalista statunitense, lavora per la rete ABC News come presentatrice per il programma ABC World News; in precedenza aveva presentato, insieme a Robin Roberts, ABC's Good Morning America.
Nel 2001 la rivista Ladies' Home Journal l'ha inserita nella sua lista delle trenta più potenti donne d'America, mentre nel 2007 Forbes l'ha classificata 62ª nella classifica delle 100 donne più potenti del mondo.

## Biografia
Sawyer è nata a Glasgow (Kentucky), da Jean W. (nata Dunagan), un'insegnante di scuola elementare, ed Erbon Powers "Tom" Sawyer, un giudice della contea. I suoi antenati includono inglese, irlandese, scozzese-irlandese e tedesco. Ha una sorella maggiore, Linda. Subito dopo la sua nascita, la sua famiglia si trasferì a Louisville, dove suo padre divenne famoso come politico repubblicano e leader della comunità. Era il giudice/dirigente della contea di Jefferson del Kentucky quando rimase ucciso in un incidente d'auto sull'Interstate 64 di Louisville nel 1969. EP "Tom" Sawyer State Park, a Frey's Hillzona di Louisville, prende il nome in suo onore.
Sawyer ha frequentato la Seneca High School nella zona di Buechel a Louisville. Ha lavorato come redattrice capo per il suo annuario scolastico, The Arrow, e ha partecipato a molte attività artistiche. Ha sempre sentito, tuttavia, di essere all'ombra di sua sorella, Linda. Insicura e un po' solitaria da adolescente, Diane ha trovato la felicità, ha detto in seguito, uscendo da sola o con un gruppo di amici che si definivano "trascendentalisti reincarnati" e leggevano Emerson e Thoreau giù da un torrente. Durante il suo ultimo anno di liceo, nel 1963, vinse il primo posto nell'annuale concorso nazionale americano per la borsa di studio Junior Miss come rappresentante del Commonwealth del Kentucky. Ha vinto con la sua forza di equilibrio nell'intervista finale e il suo saggio che mette a confronto la musica del Nord e del Sud durante la Guerra Civile. Dal 1963 al 1965, Sawyer è stata la Junior Miss americana, girando il paese per promuovere il Padiglione Coca-Cola alla Fiera Mondiale di New York del 1964-1965. Sawyer ha frequentato il Wellesley College, laureandosi nel 1967. 

## Carriera

Sawyer con il Presidente Richard Nixon nel 1972

Subito dopo la laurea, Sawyer è tornata in Kentucky ed è stata impiegata come meteorologa per WLKY-TV a Louisville. Secondo Sawyer, il tempo era noioso, quindi di tanto in tanto aggiungeva citazioni per renderlo interessante. Alla fine, Sawyer è stata promossa a un posto di incarico generale, ma questo non ha sostenuto a lungo il suo interesse. Nel 1970, Sawyer si trasferì a Washington e, non riuscendo a trovare lavoro come giornalista televisiva, fece un colloquio per posizioni negli uffici governativi. Alla fine è diventata assistente di Jerry Warren, il vice addetto stampa della Casa Bianca.
Inizialmente, Sawyer ha scritto comunicati stampa e si è rapidamente allargata ad altri compiti come redigere alcune dichiarazioni pubbliche di presidenti come Richard Nixon. Nel giro di pochi mesi, è diventata assistente amministrativa del segretario stampa della Casa Bianca Ron Ziegler e alla fine assistente del personale del presidente degli Stati Uniti Richard Nixon. Nel 1973, quando John Dean testimoniò al Comitato Watergate del Senato in merito al coinvolgimento di Nixon nell'insabbiamento del Watergate, Sawyer e Larry Speakes furono assegnati allo staff dell'avvocato di Nixon, J. Fred Buzhardt, per un progetto per "provare" che Dean stava mentendo. Speakes in seguito affermò di essere giunto alla conclusione che Dean non aveva mentito e di aver informato Sawyer, ma continuarono i loro sforzi. 

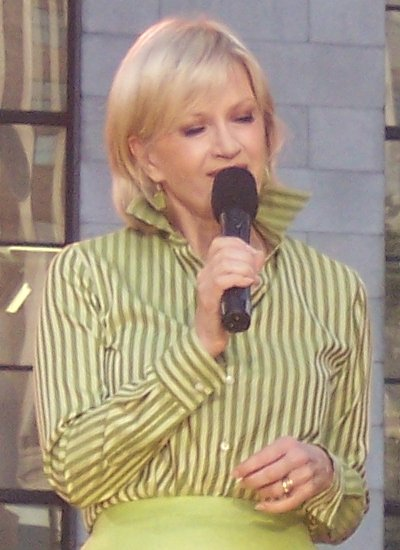
Sawyer sul set di Good Morning America nel 2004.

Sawyer ha continuato fino alle dimissioni di Nixon dalla presidenza nel 1974 e ha lavorato nel team di transizione Nixon-Ford nel 1974-1975, dopodiché ha seguito Nixon in California e lo ha aiutato a scrivere The Memoirs of Richard Nixon, pubblicato nel 1978. Ha anche aiutato a preparare Nixon per la sua famosa serie di interviste televisive con il giornalista David Frost nel 1977. 
Anni dopo, Sawyer sarebbe stata sospettata di essere "Gola Profonda", la fonte di fughe di informazioni riservate al giornalista Bob Woodward durante lo scandalo Watergate. Nel 2005, "Deep Throat" è stata identificata come W. Mark Felt, ma prima di allora il rabbino Baruch Korff - un confidente e difensore di lunga data di Nixon noto come "il rabbino di Nixon" - ha detto sul letto di morte che credeva che Sawyer fosse "Deep Throat". Sawyer si è messa a ridere ed è diventata una delle sei persone a richiedere e ricevere una smentita pubblica da Woodward. 
Quando Sawyer è tornata a Washington, nel 1978, è entrata a far parte di CBS News come reporter per incarichi generali. È stata promossa a corrispondente politica nel febbraio 1980 e ha partecipato alle trasmissioni nei giorni feriali di Morning with Charles Kuralt. Quando la CBS ha ampliato il suo notiziario mattutino da 60 a 90 minuti, Sawyer è diventata co-conduttrice il 13 maggio 1981. Con il suo debutto il 28 settembre 1981, ha messo il proprio timbro sulla trasmissione. Gli ascolti sono stati aumentati con l'arrivo di Sawyer, ma il miglioramento non è durato e, dopo che Kuralt ha lasciato lo spettacolo, è stato sostituito da Bill Kurtis. Le valutazioni diminuirono ulteriormente e Sawyer chiese di essere riassegnato nel 1984. Dal 1982 al 1984, Sawyer è stata anche vista con Kurtis al CBS Early Morning News in onda un'ora prima sulla maggior parte degli affiliati della CBS.

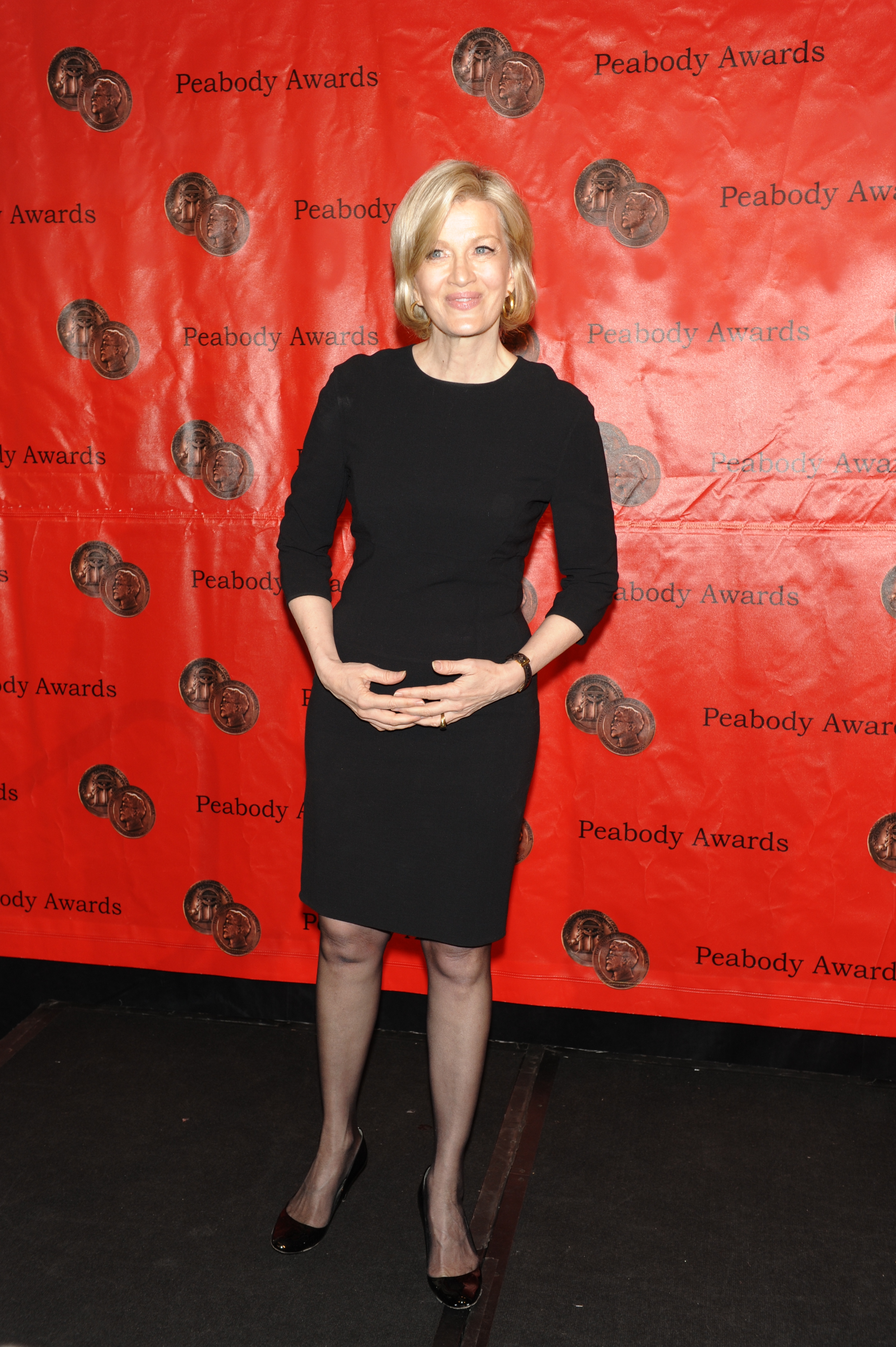
Sawyer al 2010 Peabody Awards del 2010

Nel 1984, è diventata la prima corrispondente donna di 60 Minutes, un notiziario televisivo investigativo della CBS News.
Nel 1989, si è trasferita alla ABC News per co-conduttrice della rivista di notizie Primetime Live con Sam Donaldson. Lei e Donaldson hanno co-diretto Primetime Live dal 1989 al 1998 e in seguito 20/20 Wednesday, dal 1998 al 2000. Sawyer ha anche co-diretto un'edizione domenicale di 20/20 con Barbara Walters dal 1998 al 1999.
Il 18 gennaio 1999, Sawyer è tornata al telegiornale del mattino come co-conduttrice di Good Morning America con Charles Gibson. L'incarico era presumibilmente temporaneo, ma il suo successo nella posizione, misurato da una riduzione del divario con Today, il programma mattutino di NBC News, l'ha sostenuta nella posizione per quasi undici anni.

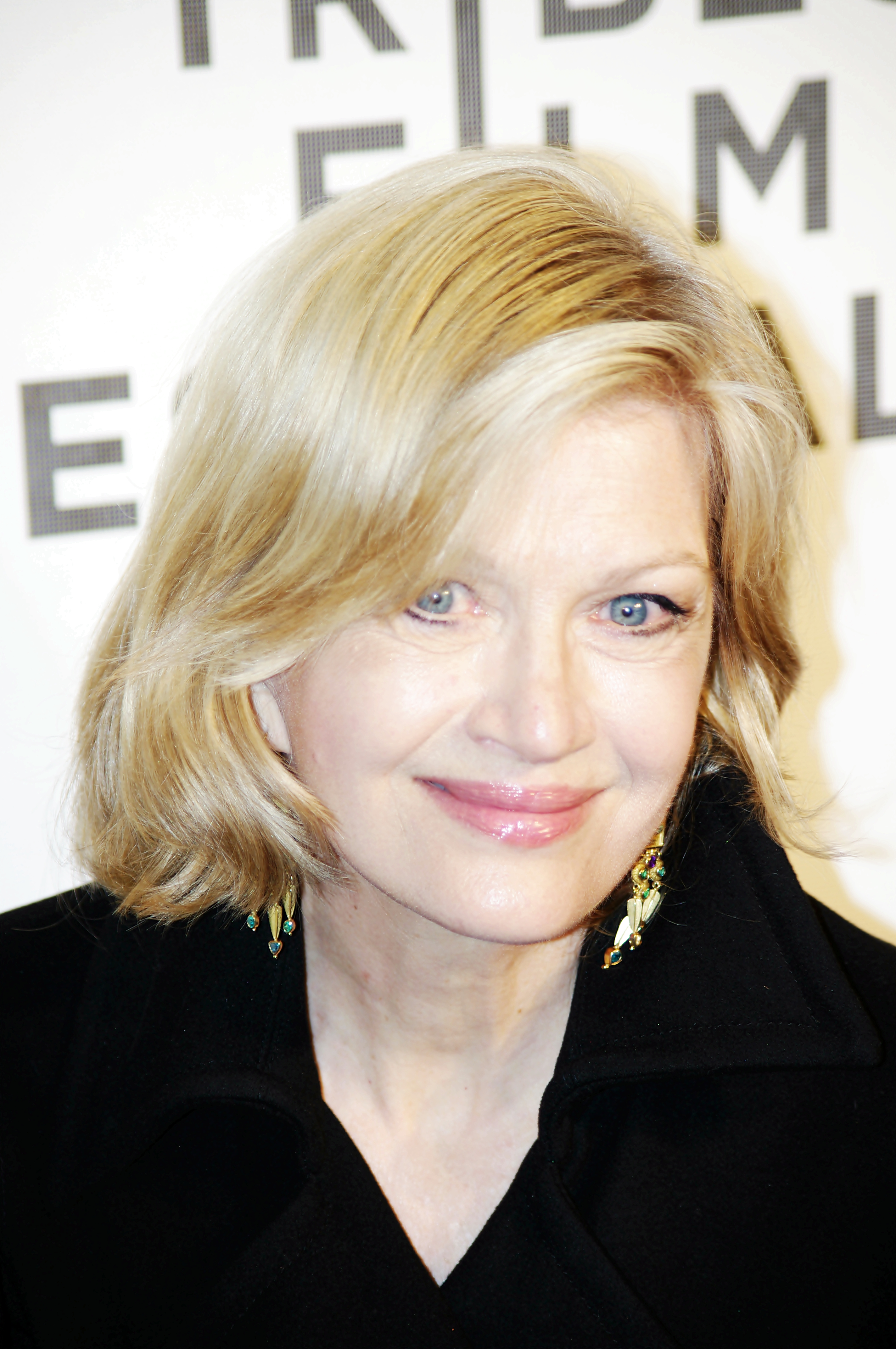
Diane Sawyer al Tribeca Film Festival 2011.

Nel 2000, Sawyer è tornata come co-conduttrice del magazine Primetime, ora chiamato Primetime Thursday, con Gibson al posto di Donaldson. Sawyer è stata la prima ad annunciare agli spettatori di Good Morning America che il primo aereo si era schiantato contro il World Trade Center l'11 settembre 2001. Nel 2004, quando il titolo dello spettacolo è stato cambiato nel suo nome originale, Primetime Live, è stato assunto un nuovo produttore esecutivo e il formato del newsmagazine è stato cambiato in reportage investigativo con Sawyer che ruota come co-conduttore con Chris Cuomo, Cynthia McFadden e John Quiñones. Nel 2005, la trasmissione è stata ribattezzata Primetime e Sawyer ha lasciato alla fine del 2006.

## Vita privata
È stata sposata con il regista Mike Nichols dal 1988 al 19 novembre 2014, quando è rimasta vedova.